# Sông Ea H'leo
Sông Ea H'leo hay sông Ia H'leo, phía Campuchia gọi là Prêk Nam Lieou (tiếng Khmer: ព្រែកណាមលៀវ), là một phụ lưu của sông Srêpốk thuộc hệ thống sông Mê Kông, chảy qua Việt Nam và Campuchia.

## Địa lý
Sông Ea H'leo bắt nguồn từ vùng đồi thuộc xã Dliê Yang, huyện Ea H'leo, tỉnh Đắk Lắk thuộc vùng Tây Nguyên của Việt Nam. Sông chảy về hướng bắc, sau đó lại đổi sang hướng tây và tạo thành một đoạn ranh giới hai tỉnh Đắk Lắk và Gia Lai. Sau khi vượt qua biên giới sang Campuchia, sông trở thành ranh giới hai tỉnh Mondulkiri và Ratanakiri ở phía đông bắc nước này, rồi nhập vào sông Srêpốk.
Tại Việt Nam, sông Ea H'leo có một số phụ lưu lớn, bao gồm ba phụ lưu phía tả ngạn là suối Ea Drăng, suối Ea Khal (đều bắt nguồn từ huyện Ea H'leo), suối Ea Súp (bắt nguồn từ phía bắc huyện Krông Búk) và một phụ lưu phía hữu ngạn là sông Ia Lốp (bắt nguồn từ huyện Chư Sê, tỉnh Gia Lai chảy về).

## Thủy lợi
Vào tháng 2 năm 2019, công trình hồ chứa nước Ea H'leo 1 được chính quyền cho khởi công xây dựng trên sông Ea H'leo tại khu vực hai xã Ea Ral và Ea H'leo. Hồ được hoàn thành vào cuối năm 2021, có dung tích 26 triệu m³, nhiệm vụ cung cấp nước tưới cho khoảng 5.000 ha cây trồng và tạo nguồn cấp nước sinh hoạt, công nghiệp, chăn nuôi trong vùng.